# Kieron Fonotia
Pas d'image ? Cliquez ici

a Compétitions nationales et continentales officielles uniquement.

b Matchs officiels uniquement.
Dernière mise à jour le 14 septembre 2021.
Kieron Fonotia, né le 2 février 1988 à Christchurch (Nouvelle-Zélande), est un joueur de rugby à XV international samoan évoluant principalement au poste de centre.

## Carrière

### En club
Kieron Fonotia a commencé sa carrière professionnelle en 2011 avec la province de Tasman en NPC (championnat des provinces néo-zélandaises), après avoir longtemps joué au niveau amateur avec le club de New Brighton dans sa ville natale de Christchurch,. Il s'impose rapidement comme un titulaire au poste de centre de cette province, avec qui il dispute 64 rencontres en 6 saisons. 
En 2012 et 2013, il fait partie du groupe élargi d'entrainement de la franchise des Crusaders, et joue avec l'équipe réserve,,.
En 2014, alors qu'il fait à nouveau partie du groupe élargi des Crusaders, il fait ses débuts en Super Rugby le 8 mars 2014 en tant que remplaçant face aux Stormers, et marque sur le premier ballon qu'il touche,. Il connait ensuite sa première titularisation contre les Lions le 5 avril 2014, et s'impose comme le titulaire au poste de deuxième centre aux côtés de son ami d'enfance Ryan Crotty,. Une blessure au tendon d’Achille interromps sa saison pendant un mois, et à son retour, il est déplacé au poste d'ailier, où il joue la fin de saison et les phases finales,.
Après trois saisons avec les Crusaders, il signe un contrat de deux saisons avec la province galloise des Ospreys qui évolue en Pro 12 en 2016. À la fin de son contrat, il rejoint les Scarlets dans le même championnat,.
En août 2020, après avoir été laissé libre par les Scarlets, il retourne jouer en Nouvelle-Zélande avec son ancienne équipe de Tasman. Avec cette province, il remporte le championnat après une finale gagnée face à Auckland.
Un an plus tard, il n'est pas retenu dans l'effectif de Tasman pour la saison 2021 de NPC, ce qui met un terme à sa carrière de joueur.
Après l'arrêt de sa carrière, il devient l'entraîneur de son ancienne club de New Brighton.

### En équipe nationale
Bien que né en Nouvelle-Zélande, Kieron Fonotia est également sélectionnable avec les Samoa, qui est le pays d'origine de son père. Il est appelé pour la première fois avec l'équipe des Samoa en mai 2017. Il obtient sa première cape internationale le 16 juin 2017 à l’occasion d’un test-match contre l'équipe de Nouvelle-Zélande à Auckland.
En 2019, il est retenu par le sélectionneur Steve Jackson (en) dans le groupe samoan pour disputer la Coupe du monde au Japon. Il dispute trois matchs lors de la compétition, contre l'Écosse, le Japon et l'Irlande.

## Palmarès

### En club
- Finaliste du Super Rugby en 2014 avec les Crusaders.
- Vainqueur du NPC en 2020 avec Tasman.

### En équipe nationale
- 12 sélections.
- 5 points (1 essai).

- Participation à Coupe du monde 2019 (3 matchs).